# Someone Saved My Life Tonight
〈Someone Saved My Life Tonight〉는 엘튼 존(작곡)과 버니 토핀(작사)이 엘튼 존의 1975년 음반 《Captain Fantastic and the Brown Dirt Cowboy》에서 작곡한 곡이다. 1975년 6월 23일 싱글로 발매되었으며, 음반에서 발매된 유일한 싱글이다. 이 음반의 나머지 부분과 마찬가지로 이 곡은 자서전적인 곡이다. 이 곡은 존이 자살을 시도했다는 이야기를 담고 있다. 6분 45초에는 싱글로 긴 시간이 흘렀지만, 가사의 개인성이 매우 높기 때문에 존은 더 전형적인 싱글 길이로 잘라내기를 거부했다. 그럼에도 불구하고, 그 길이에도 불구하고, 미국의 빌보드 핫 100 차트에서 4위, 캐나다의 《RPM》 탑 싱글 차트에서 2위로 정점을 찍었다. 이 음반의 녹음 후 존이 머리와 올슨을 해고했기 때문에 이 곡은 엘튼 존 밴드(존, 디 머리, 데이비 존스톤, 나이절 올슨)의 오리지널 곡이 수록된 8년 동안의 마지막 싱글이 될 것이다.

## 배경
이 곡은 존과 작사가 버니 토핀의 초기 역사와 음악 산업에서 그들의 자리를 찾기 위한 그들의 고군분투가 담긴 음반의 서사 중 한 편을 마무리한다. 1975년 이 음반의 유일한 싱글로 발매되었을 때, 미국 빌보드 핫 100 싱글 차트에서 4위에 올랐고, 영국 싱글 차트에서는 25위 안에 진입했다. 미국에서는 1975년 9월 10일 미국 음반 산업 협회로부터 골드 인증을 받았다. 캐나다에서는 8월 30일 《RPM》 100 전국 톱 싱글 차트에서 2위를 기록하며, 이 싱글이 9위 자리를 아슬아슬하게 놓쳤다.
토핀의 가사는 존이 음악가로 인기를 끌기 전인 1968년 존이 여자친구 린다 우드로와 약혼했을 때를 가리킨다. 존과 우드로는 런던 하이버리의 퍼롱로드에 있는 토핀과 아파트를 공유하고 있었고, 그래서 "내가 이스트엔드 불빛을 생각할 때"라는 오프닝 라인이 있었다. 존은 여자친구를 사랑하지 않았고, 그 관계에 갇힌 기분이었다. 자포자기한 기분으로 존은 자살을 고민했고, 심지어 집에서 가스오븐으로 자신을 질식시키려 반신반의 시도까지 했다. 그는 그의 친구들, 특히 롱 존 볼드리에게 피난을 갔고, 그는 존이 그의 음악적 경력을 회복하고 유지하기 위해 결혼하겠다는 계획을 포기하도록 설득했다. 그의 부모님은 다음날 그를 집에 데려다 주기 위해 밴을 타고 도착했다. 토핀은 볼드리에 대한 존경과 감사의 표시로, 그를 노래에 "누군가"로, 그리고 "슈가 베어"로 썼다.
버니 토핀과 엘튼 존의 프로페셔널하고 개인적인 관계를 다룬 다큐멘터리 “투 룸”의 토핀에 따르면 엘튼을 발견한 사람은 바로 그였다. 엘튼은 가스 오븐을 켜고 그 옆 바닥에 누워 있었다. 그러나, 그는 부엌 창문을 열어서 그 시도는 효과가 없었다.

## 인증
| 국가                       | 인증 | 판매량/출하량 |
| -------------------------- | ---- | ------------- |
| 미국 (RIAA)                | 골드 | 1,000,000^    |
| ^출하량을 기반으로 한 인증 |      |               |